# Saulx, Haute-Saône
Saulx är en kommun i departementet Haute-Saône i regionen Bourgogne-Franche-Comté i östra Frankrike. Kommunen ligger i kantonen Saulx som tillhör arrondissementet Lure. År 2022 hade Saulx 875 invånare.

## Befolkningsutveckling
Antalet invånare i kommunen Saulx
| Referens: INSEE |